# Prudhoe Castle

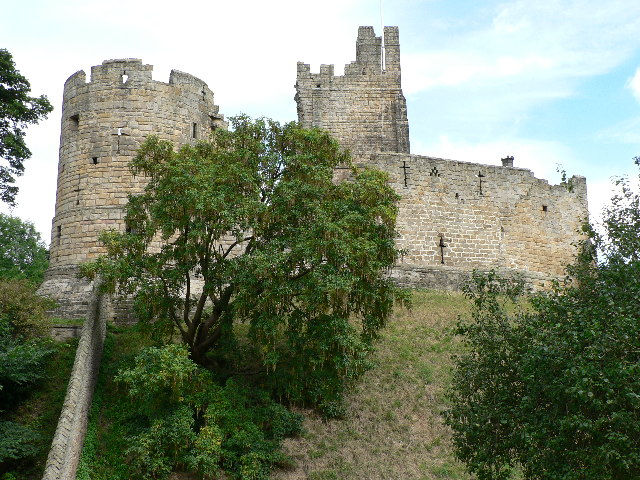
Prudhoe Castle

Prudhoe Castle ist eine Burgruine aus dem Mittelalter, die am Südufer des Tyne in der Stadt Prudhoe in der englischen Grafschaft Northumberland liegt. Sie gilt als Scheduled Monument und English Heritage hat sie als historisches Gebäude I. Grades gelistet.

## Die Umfravilles
Archäologische Ausgrabungen haben gezeigt, dass die erste Burg an dieser Stelle eine normannische Motte war, die irgendwann in der Mitte des 11. Jahrhunderts errichtet wurde. Nach der normannischen Eroberung Englands brachte die Familie Umfraville die Burg unter ihre Kontrolle. Robert de Umfraville erhielt formal von König Heinrich I. die Baronie Prudhoe, aber es ist wahrscheinlich, dass die Unfravilles Prudhoe Ende des 11. Jahrhunderts bereits erhalten hatten. Die Familie (vermutlich Robert) ersetzte die hölzernen Palisaden anfangs durch einen massiven Wall aus Lehm und Steinen und ließ später eine steinerne Kurtine und ein Torhaus bauen.
1173 marschierten die schottischen Truppen Wilhelms des Löwen im Nordosten Englands ein und Wilhelm selbst beanspruchte das Earldom von Northumberland. Der Kopf der Familie Umfraville, Odinel II, verweigerte ihm die Gefolgschaft, worauf die schottische Armee Prudhoe Castle einzunehmen versuchte. Der Versuch scheiterte, weil die Schotten nicht auf eine längere Belagerung eingerichtet waren. Im Folgejahr griff Wilhelm die Burg erneut an, musste aber feststellen, das Odinel die Garnison verstärkt hatte, und so zog die schottische Armee nach einer nur drei Tage dauernden Belagerung weiter. Nach dieser Belagerung ließ Odinel die Befestigungen weiter ausbauen und einen Rittersaal und einen steinernen Donjon hinzufügen.
Odinel II starb 1182 und sein Sohn Richard folgte ihm nach. Richard war einer der Barone, die sich gegen König Johann Ohneland stellten, und verlor so seine Besitzungen an die Krone. Sie blieben bis 1217, ein Jahr nach dem Tod des Königs, konfisziert. Richard starb 1226 und wurde von seinem Sohn Gilbert beerbt, dem wiederum dessen Sohn, ebenfalls Gilbert, nachfolgte. Von seiner Mutter erbte dieser Gilbert den Titel eines Earl of Angus und weitläufige Ländereien in Schottland, verbrachte aber weiterhin einige Zeit auf Prudhoe Castle. Gilbert nahm an dem Konflikt zwischen Heinrich III. und seinen Baronen teil, ebenso wie an den schottischen Kriegszügen von Eduard I. Er starb 1307 und sein Sohn, Robert de Umfraville, 8. Earl of Angus folgte ihm nach. 1314 wurde Robert von den Schotten nach der Schlacht von Bannockburn gefangengesetzt, aber bald wieder freigelassen, wenn er auch den Titel eines Earls of Angus und seine schottischen Besitzungen verlor. 1316 gewährte König Eduard II. Robert 700 Mark, um eine Garnison von 40 Bewaffneten und 80 leichten Reitern in Prudhoe zu unterhalten. 1381 starb der letzte der Linie, Gilbert de Umfraville, 9. Earl of Angus, ohne Nachkommen. Seine Witwe heiratete Henry Percy, 1. Earl of Northumberland. Nach ihrem Tod 1398 fiel die Burg an die Familie Percy.

## Die Percys

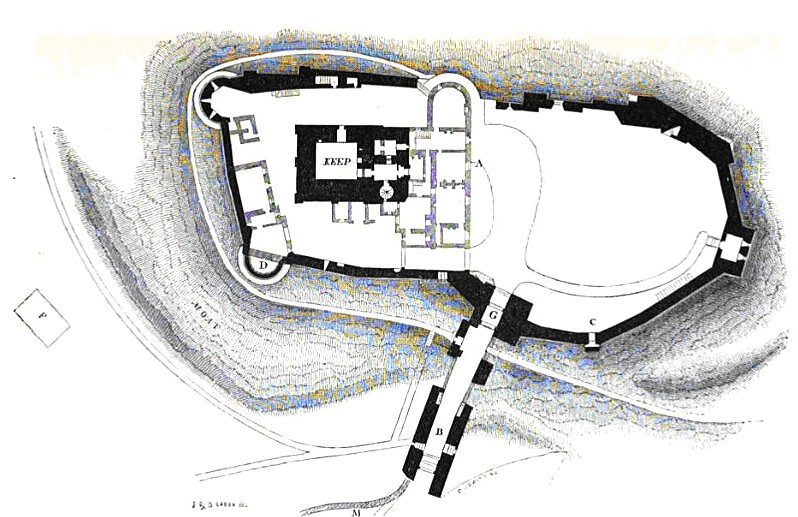
Grundriss von Prudhoe Castle Mitte des 19. Jahrhunderts: A – moderne Gebäude; B - Barbakane; C - Aborterker; D - Turm; F – Lage der Kapelle; G - Torweg; M - Mühlenteich.

Die Percys ließen kurz nach Übernahme der Burg einen neuen Rittersaal bauen. Henry Percy, 1. Earl of Northumberland, kämpfte gegen König Heinrich IV. und nahm an der Schlacht von Shrewsbury teil, wofür er angeklagt und seine Ländereien, einschließlich Prudhoe Castle, 1405 zu Gunsten der Krone konfisziert wurden. Im selben Jahr wurde die Burg dem späteren Duke of Bedford, einem Sohn von Heinrich IV., zu Lehen gegeben. Die Burg blieb bis zum Tod des Herzogs 1435 in dessen Händen und fiel dann an die Krone zurück.
Die Percys erlangten ihr Eigentum an Prudhoe Castle 1440, nach einem längeren Gerichtsverfahren, wieder zurück. Aber Henry Percy, 3. Earl of Northumberland, kämpfte in den Rosenkriegen auf der Seite des Hauses Lancaster und fiel 1461 in der Schlacht von Towton. 1462 gab König Eduard IV. Prudhoe Castle seinem jüngeren Bruder George, dem Duke of Clarence, zu Lehen. Letzterer besaß die Burg nur kurz, bevor sie der König Lord Montague zu Lehen gab.
Im Jahre 1470 wurde die Burg an Henry Percy, 4. Earl of Northumberland, zurückgegeben. Der Hauptsitz der Percys war Alnwick Castle, und Prudhoe Castle war zumeist verpachtet. Im Jahre 1528 aber residierte Henry Percy, 6. Earl of Northumberland, auf der Burg und später tat es ihm sein Bruder, Sir Thomas Percy gleich. Sowohl der Earl als auch Sir Thomas waren 1536 entscheidend in die Pilgrimage of Grace verwickelt und beide wurden auch wegen Verrats verurteilt und exekutiert. Ihre Ländereien wurden von der Krone konfisziert und im August 1537 wurde in einer Urkunde festgestellt, dass Prudhoe Castle bewohnbare Häuser und Türme in ihren Mauern habe, aber sie etwas heruntergekommen seien und Reparaturen im Wert von £ 20 benötigten.
Etwa 1557 wurde die Burg erneut zurückgegeben, und zwar an Thomas Percy, 7. Earl of Northumberland. Im Jahre 1569 wurde dieser für seine Teilnahme am Rising of the North verurteilt, konnte zwar entkommen, wurde aber erneut gefangengesetzt und 1572 exekutiert.
Die Burg wurde danach mehrfach verpachtet und diente den Adligen ab den 1660er-Jahren nicht mehr als Residenz. 1776 wurde sie als ruinös beschrieben.
Von 1808 bis 1817 ließ Hugh Percy, 2. Duke of Northumberland, umfangreiche Reparaturen am alten Mauerwerk ausführen und die alten Wohngebäude innerhalb der Mauern durch ein georgianisches Herrenhaus anschließend an den Donjon ersetzen.
1966 übergaben die Percys die Burg an die Krone. Heute wird sie von English Heritage verwaltet und ist öffentlich zugänglich.

## Beschreibung

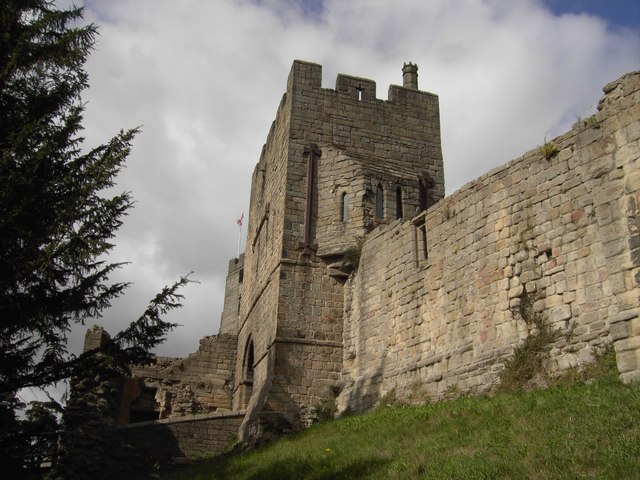
Blick vom Haupteingang zur Burg

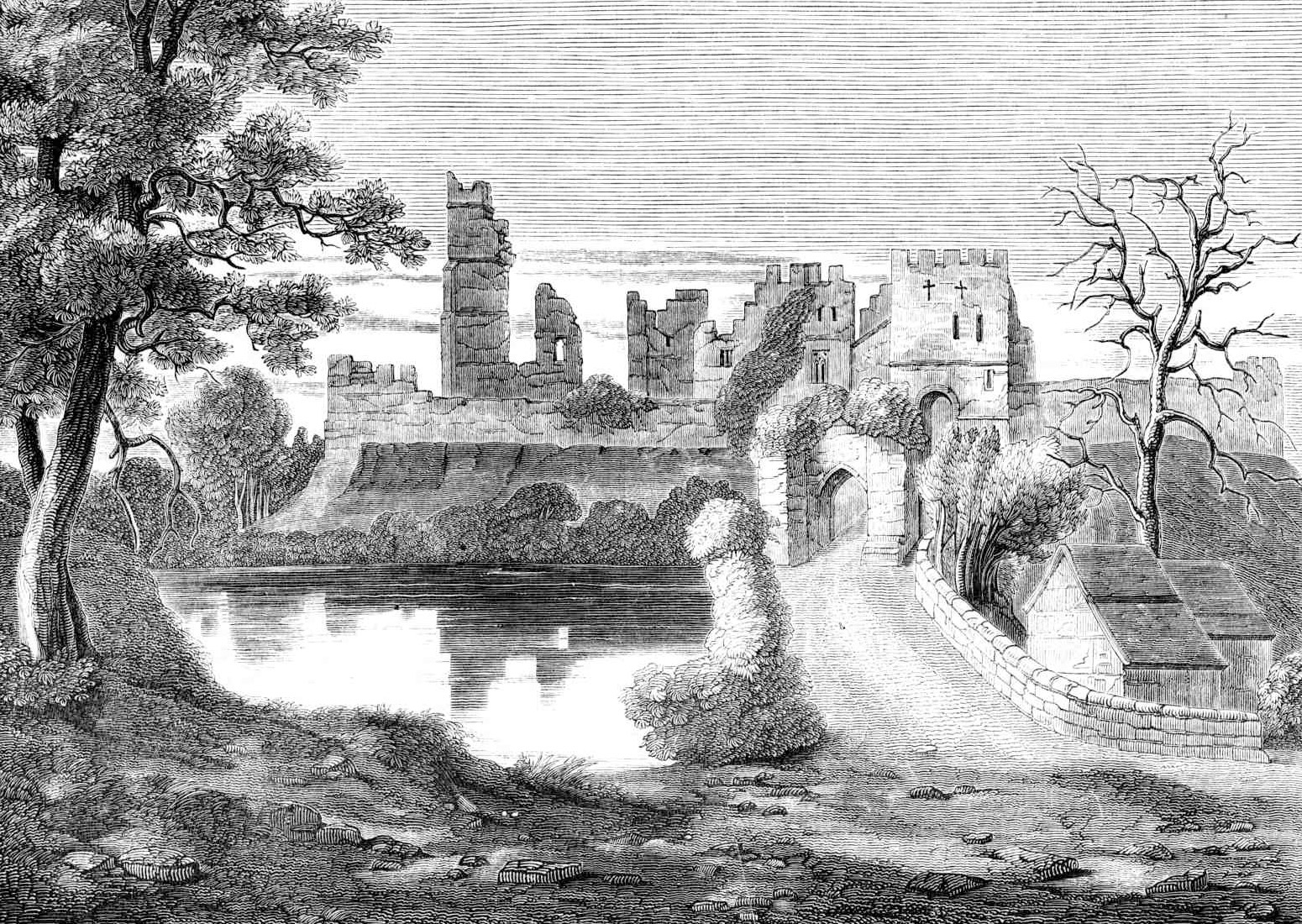
Prudhoe Castle in Old England: A Pictorial Museum (1845) von C. Knight

Die Burg steht auf einer etwa 45 m hohen Hügelkette am Südufer des Tyne. Zum Teil ist sie von einem tiefen Burggraben umschlossen. Das Gelände fällt nach Norden steil zum Fluss hin ab. Der Haupteingang zur Burg befindet sich auf der Südseite. Der Mühlenteich zur Linken und die Ruine einer Wassermühle zur Rechten flankieren den Weg zur Burg. Durch eine Barbakane aus der ersten Hälfte des 14. Jahrhunderts tritt man in die Burg ein. Durch das Torhaus vom Anfang des 12. Jahrhunderts führt der Weg in die Vorburg, wo man die Überreste verschiedener Gebäude findet. An der Nordseite, gegen die Kurtine, befinden sich die Reste des Rittersaals, der 18 m × 14 m groß war und den die Percys nach Übernahme der Burg bauen ließen. Ende des 15. Jahrhunderts wurde der neue Rittersaal westlich anschließend gebaut und ersetzte den alten.
An der Westseite des äußeren Hofes liegt das Herrenhaus aus dem Beginn des 19. Jahrhunderts. Dort sind heute ein Andenkengeschäft und Ausstellungsräume untergebracht. Am Südende des Herrenhauses befindet sich der Torweg zur Kernburg. Das wichtigste Gebäude der Kernburg ist der Donjon aus dem 12. Jahrhundert. Er hat 3 Meter dicke Wände und seine Innenabmessungen betragen 7,3 m × 6,1 m. Er hatte ursprünglich zwei Stockwerke unter einem doppelt gedeckten Dach.